# Labeaten

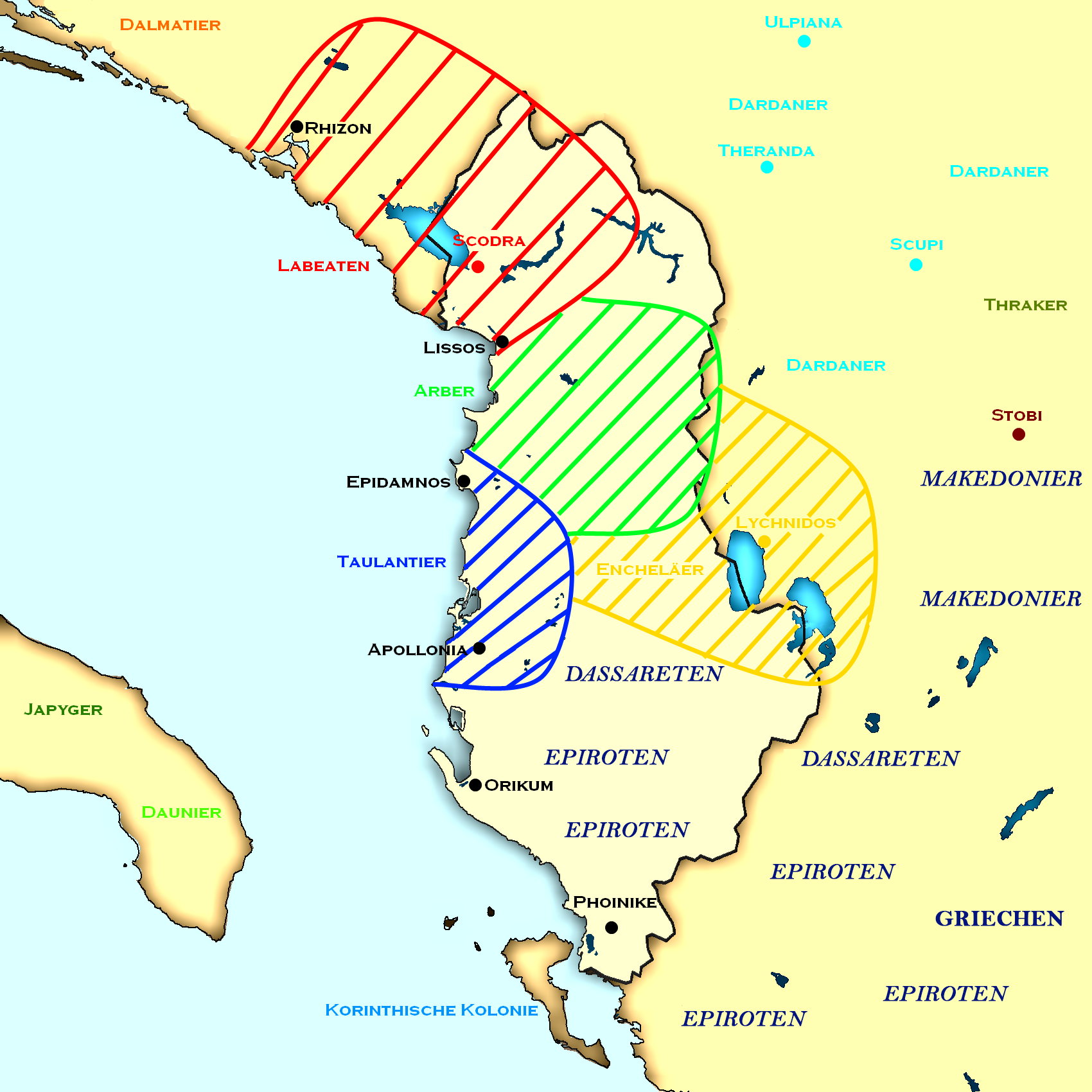
Karte Südillyriens mit ungefährem Siedlungsgebiet der Labeaten um 700 v. Chr. (rot schraffiertes Gebiet)

Die Labeaten waren ein illyrischer Volksstamm. Ihr Siedlungsgebiet lag an der östlichen Adriaküste und erstreckte sich ungefähr vom heutigen Montenegro im Norden bis in die Gegend von Lissos im Norden des heutigen Albanien.
Im 3. Jahrhundert v. Chr. bildeten die Labeaten den Kern eines größeren illyrischen Reiches. Es wurde von Pleuratos († 250), Agron († 231) und Teuta (231–228) regiert. Auf der Höhe ihrer Macht beherrschten die Könige der Labeaten auch weite Teile Dalmatiens im Norden und im Süden das Gebiet bis zum Fluss Vjosa. Im Jahr 228 v. Chr. wurde dieses Reich von den Römern erobert. Das Gebiet von Shkodra, vormals Residenzstadt der Könige, wurde als Vasallenstaat der Römer organisiert. Dort herrschte zuerst Pinnes, der Sohn Teutas, ihm folgten Skerdilaidas (212–206), Pleuratos II. (206–180) und zuletzt Genthios (180–168). Danach kam die Stadt unter die direkte Herrschaft der Römer.